# Pozole

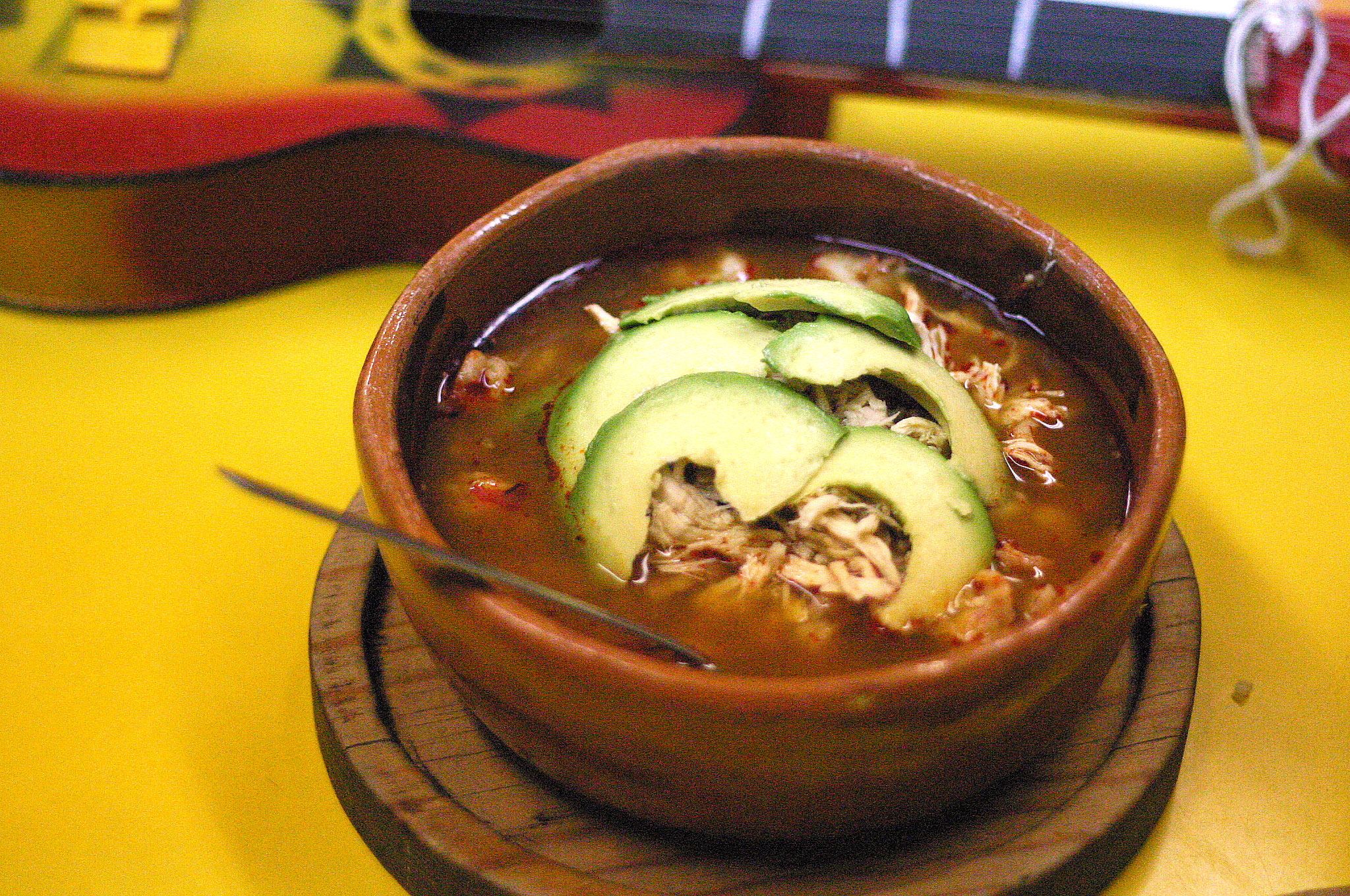

O pozole é um tradicional prato da culinária do México, criado pelos Astecas na era pré-colombiana, sendo uma sopa ou guisado feito de milho da variedade cacahuacintle nixtamalizado, com porco ou galinha, é servido com vários vegetais e ingredientes não cozidos, como cebola, alface, queijo ou malagueta em pó. 
É um prato típico em vários estados como Sinaloa, Michoacán, Guerrero, Jalisco, Morelos, México e Distrito Federal. Foi considerado num inquérito realizado por uma instituição especializada, o segundo prato mais popular entre os mexicanos. 
O pozole é também servido em restaurantes  no sudoeste dos Estados Unidos.